# Soibada
Soibada (Saibada, Soilaoa) ist der Hauptort des gleichnamigen osttimoresischen Verwaltungsamts Soibada in der Gemeinde Manatuto.

## Geographie

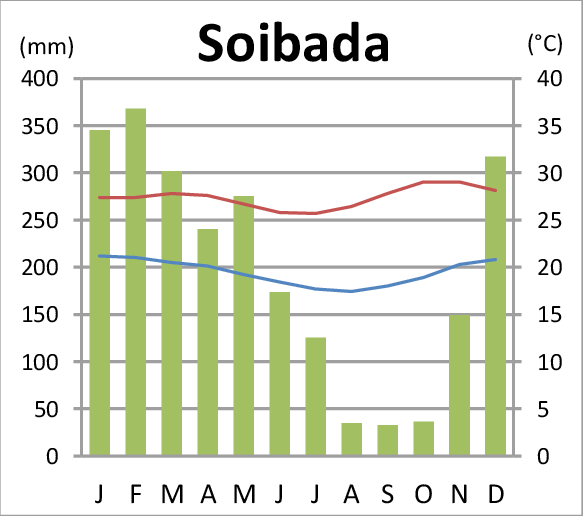
Klimadiagramm von Soibada

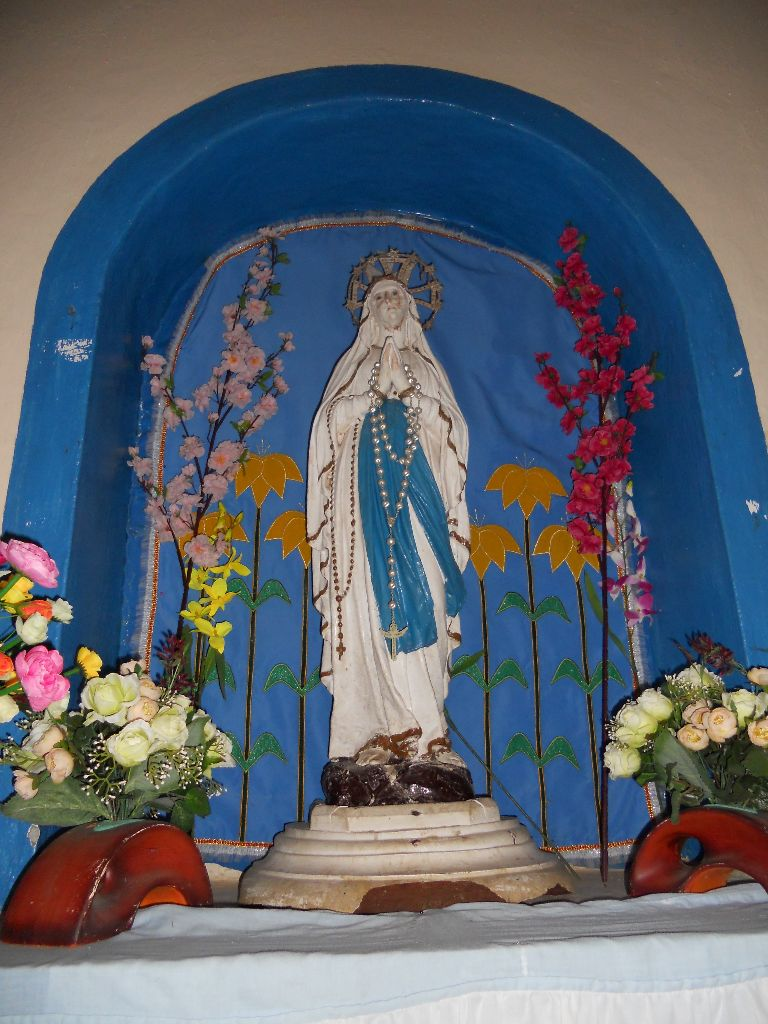
Altar mit der Heiligen Mutter von Aitara

Der Ort Soibada liegt im Landesinneren Timors, etwa 52 km in Luftlinie (135 km Straßenkilometer) südöstlich von der Landeshauptstadt Dili und etwa 40 km südlich der Gemeindehauptstadt Manatuto. Die meisten Gebäude haben Wände aus Bambus, nur Fußböden aus gestampfter Erde und sind mit Palmwedel gedeckt. Die Ortsteile Uma Querec (Umacuarec), Sasahi und Hisuala liegen im Suco Fatumaquerec. Die Ortsteile Dauloroc (Dauroloc), Lehutula und Manlala befinden sich im Suco Manlala und Leo-Hat (Leohat) und Malushum im Suco Leo-Hat. Das Ortszentrum mit dem Verwaltungssitz des Verwaltungsamts befindet sich im Suco Samoro. Eine verhältnismäßig gut ausgebauten Straße führt nach Manatuto. Weiter nach Süden geht die Überlandstraße wenige Kilometer weiter nach Manehat und dann weiter Richtung Uma Boco. In Soibada gibt es eine Vorschule, eine Grundschule, eine präsekundäre Schule, ein Waisenhaus, einen Hubschrauberlandeplatz, ein kommunales Gesundheitszentrum und einen Markt. Im Ort stehen mehrere Gebäude aus der portugiesischen Kolonialzeit, die Missão do Sagrado Coração de Jesus. Die 1904 gebaute Herz-Jesu-Kirche ist das älteste Kirchengebäude Osttimors. Die Kirche Santo António de Motael in Dili gilt zwar als älter, ihr Gebäude wurde aber erst 1955 nach der Zerstörung im Zweiten Weltkrieg wieder neu errichtet.
In der katholischen Schule im Suco Manlala (638 m Meereshöhe) werden 600 Schüler von 6 bis 16 Jahren unterrichtet, davon leben 78 im Konvent mit den drei Nonnen, die als Lehrkräfte in der Schule arbeiten. Der Freiheitskämpfer und Dichter der Nationalhymne Francisco Borja da Costa, der spätere Bischof Alberto Ricardo da Silva und die ehemaligen Staatspräsidenten Nicolau dos Reis Lobato und José Ramos-Horta gingen hier auf die älteste Missionsschule Osttimors des Colégio Nuno Álvares Pereira. Das an die Mission angehängte Mädchencollege heißt Colégio da Imaculada Conceição.
Etwa eine Meile nördlich von Soibada entfernt, im Suco Manlala, liegt der Hügel Aitara (608 m), auf dessen Gipfel sich ein großer Banyan-Baum befindet. Dieser Ort gilt seit jeher als heilig. Neben dem Baum steht ein Marienschrein, der der Mutter von Aitara (Nossa Senhora de Aitara) geweiht ist. Sie soll hier an einem 16. Oktober mehreren Frauen erschienen sein, weswegen in Soibada um 1900 die Mission errichtet wurde. Die den Schrein umgebende, moderne Kapelle ist auf dem Fundament der Kapelle aus der Kolonialzeit errichtet worden. Sie ist heute ein nationaler Pilgerort, an dem jährlich mit einer großen Feier an die Erscheinung gedacht wird.

## Geschichte

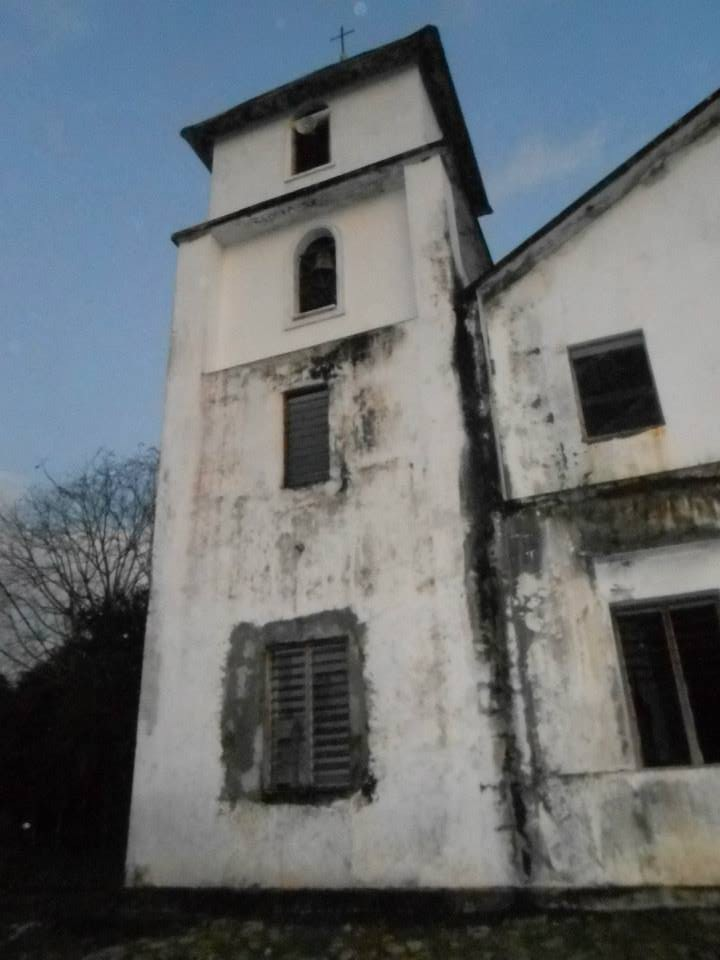
Der Turm der Mission

Anfang des 18. Jahrhunderts missionierte der Dominikaner Manuel de Santo António in Samoro und bekehrte den hiesigen Liurai zum Christentum. Zum Reich von Samoro gehörte die Umgebung des Ortes Soibada. 1756 weigerte sich Samoro, wie viele andere Reiche im Osten, Wehale in ein Bündnis mit den Niederländern zu folgen. Man blieb auf Seiten der Portugiesen.
1856 registrierte die Portugiesen keine Christen mehr im Hochland von Manatuto, doch 1899 gründeten Jesuiten und Schwestern der Canossianer die Mission in Soibada, die damals aus einfachen Hütten bestand. Der Generalvikar, der für den Süden der Kolonie zuständig war, nahm hier im Jahr 1900 seinen Sitz. Im selben Jahr begann der Bau des Wohnhauses der Missionare, der Herz-Jesu-Kirche und zweier Colégios. Das Colégio Nuno Álvares Pereira für die Jungen wurde 1904 eröffnet. Das Colégio da Imaculada Conceição für Mädchen begann mit seinem Betrieb bereits 1902. Soibada war in dieser Zeit das religiöse und Bildungszentrum auf Timor. Am 23. Dezember 1910 wurden die Jesuiten aber auf Befehl der neuen, republikanischen Verwaltung aus Soibada vertrieben. Erst mit der neuen portugiesischen Verfassung von 1933 und den Gesetzen von 1935 wurde das Dekret von 1910 wieder aufgehoben, Am 13. Oktober 1936 wurde in Soibada das Priesterseminar Nossa Senhora da Fatima gegründet. Außerdem gab es mit der Escola São Francisco Xavier eine Schule zur Ausbildung von Katecheten. Die Gebäude der Mission entkamen der Zerstörung im Zweiten Weltkrieg durch die Japaner, da der lokale Herrscher Raimundo Doutel Sarmento sich für sie einsetzte. Doch nach dem Krieg begann der Abstieg von Soibada. 1951 wurde das Priesterseminar und die Katechetenschule nach Dare verlegt und in Barique eine Diözese gegründet.
Soibada wurde direkt nach der indonesischen Invasion 1975 zum Hauptquartier der FRETILIN. Auf deren Kongress wurde hier im Mai 1976 der bisherige Premierminister Osttimors Nicolau dos Reis Lobato offiziell zum militärischen Kommandanten erhoben. 1977 eroberten die Indonesier Soibada. Die Einwohner aus Manlala flohen in die nahen Wälder von Lehutala, wo sie Hütten nahe ihren Anpflanzungen errichteten. Kurz darauf mussten sie weiter nach Fatuberlio fliehen, wo ebenfalls Hütten, Gärten und sogar eine kleine Schule aufgebaut wurden. Hier starben einige Einwohner durch Hunger und Krankheiten. Zwei Monate später erfolgten erneute Angriffe durch die Indonesier, weswegen die Menschen aus Manlala nun innerhalb Fatuberlios wieder fliehen mussten. Die Ernte ging dadurch verloren. Nach weiteren Attacken der indonesischen Armee flohen die Einwohner Soibadas im August 1978 erneut. Erst drei Monate später ergaben sie sich den Truppen.
In Soibada stand Ende 1979 ein indonesisches Lager für Osttimoresen, die zur besseren Kontrolle von den Besatzern umgesiedelt werden sollten.

## Wirtschaft und Infrastruktur

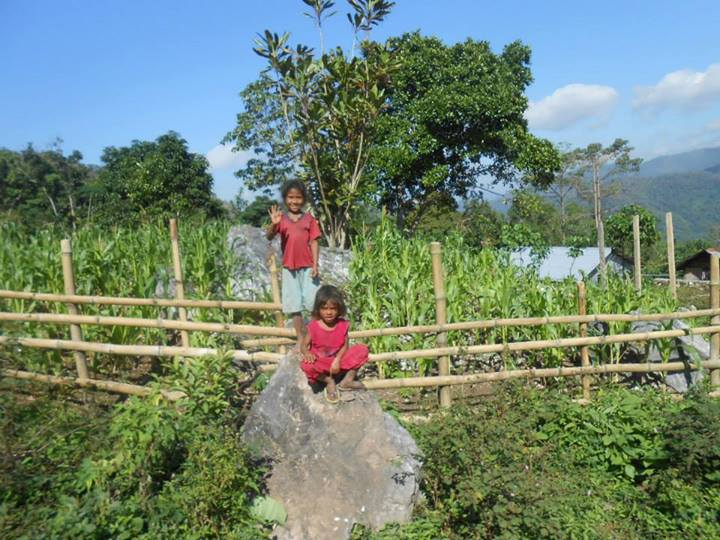
Maisfeld in Soibada

Angebaut werden in Soibada für den alltäglichen Gebrauch Mais, Vanille, Getreide, Bohnen, Zitrusfrüchte, Maniok, Kartoffeln, Kürbisse, Süßkartoffeln, Taro, Tapioka, Karotten, Kohl und Avocados. Daneben pflanzt man Kaffee, Lichtnüsse und Kakao an. Als Vieh werden Rinder, Wasserbüffel, Ziegen, Schafe, Hühner und Schweine gehalten. Diese werden nur selten für den Alltag geschlachtet. Ihr Fleisch gibt es meist nur zu Feierlichkeiten, wie religiösen Festen, Beerdigungen oder Hochzeiten.
Die Versorgung mit sauberen Trinkwasser ist ein Problem. Krankheiten durch Verunreinigungen sind häufig. Es gibt zwei ganzjährige Flüsse, die meisten Dörfer verfügen aber über Brunnen mit Grundwasser.

## Partnerschaften
- Pittwater Council[10]